# Козацькі клейноди (набір монет)
Набір з чотирьох срібних пам'ятних монет «Козацькі клейноди» — набір ювілейних монет зі срібла номіналом 10 гривень, випущений Національним банком України, присвячений пам'яті про героїчну добу української історії, атрибутам влади — козацьким клейнодам. Відповідно до історичної традиції перелік клейнодів Війська Запорозького складався з прапора, булави, бунчука, печатки, пернача, литаврів, сурми, каламара тощо. При цьому, гетьманські печатки, зображені на монетах були невід'ємними атрибутами влади таких гетьманів Григорія Лободи, Богдана Хмельницького, Петра Дорошенка та Івана Скоропадського.

## Опис та характеристики монети
| Номінал грн. | Метал           | Маса, грам | Якість виготовлення       | Гурт    | Тираж, штук |
| ------------ | --------------- | ---------- | ------------------------- | ------- | ----------- |
| 10           | срібло (Ag 999) | 31,4       | спеціальний анциркулейтед | гладкий | 2 000       |

### Аверс
На аверсі монет розміщено: малий Державний Герб України (угорі), під яким напис УКРАЇНА. Позначення номіналу — 10/ ГРИВЕНЬ розміщено на трьох монетах ліворуч, а на правій монеті — праворуч. Унизу монет зазначено рік карбування, маса кожної монети в чистоті, а також позначення металу та його проби (2021, 31,1, Ag 999) та логотип Банкнотно-монетного двору Національного банку України. На кожній монеті в центрі композиції зображено: Козака Мамая (на верхній монеті) — символ, що зберігає історичну пам'ять народу й утверджує ідеал мирного стража своєї землі, а на інших монетах — козацькі клейноди та інші артефакти, що символізують періоди козацької епохи, збагачують історичне тло та формують загальну атмосферу епохи.

### Реверс

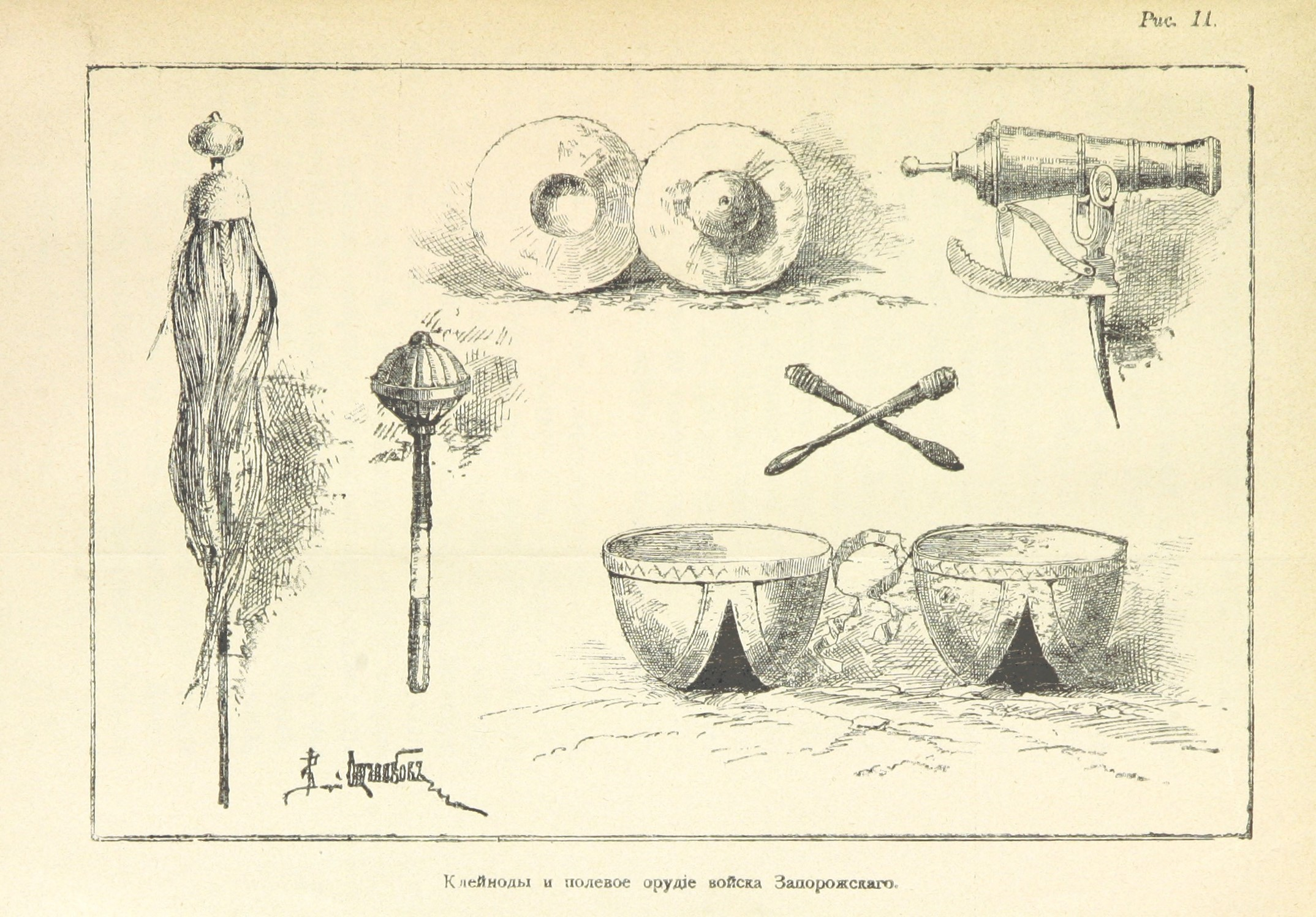
Козацькі клейноди

На реверсі зображено гетьманські печатки в локальній позолоті. Зображені печатки були козацькими клейнодами гетьманів Григорія Лободи, Богдана Хмельницького, Петра Дорошенка та Івана Скоропадського, які відповідно датуються XVI—XVIII століттями. На монетах розміщено такі написи: угорі –КОЗАЦЬКІ, унизу — КЛЕЙНОДИ, а навколо печаток відповідні назви кожної.

## Автори
- Художники: Володимир Таран, Олександр Харук, Сергій Харук;
- Скульптори: Володимир Дем'яненко, Роман Чайковський реверс: програмне моделювання: Андріянов Віталій.[3]

## Вартість монети
Роздрібна ціна Національного банку України 7544 гривні та 8700 гривень (залежно від упаковки).
Фактична приблизна вартість монети, з роками змінювалася так:
| Рік        | 2021   | 2022 | 2023 |
| ---------- | ------ | ---- | ---- |
| Ціна, грн. | 12 490 |      |      |
| Ціна, грн. | 20 000 |      |      |